# Spansk jennethäst
Den spanska jennethästen är en hästras från USA som är under utveckling. Den har börjat avlas fram för att återuppföda den gamla utdöda spanska jenneten som existerade under medeltiden. Detta med hjälp hästar som är av genetiskt bevisad härkomst från Spanska jenneter som togs till Amerika under 1500-1600-talet. De spanska jennethästarna ska inte förväxlas med sina mycket äldre förfäder, men de har avlats fram för att vara liknande i utseende, temperament och ridbarhet. De nya jennethästarna ska dessutom ha ärvt den gamla spanska gångarten som den gamla jenneten var känd för. 

## Historia
Redan under medeltidens Spanien existerade en liten ridhäst som kallades Spansk Jennet. Jennet innebar en liten häst, en underkategori till de kända spanska hästarna. Jennet kan även betyda mula eller åsna. Namnet Jennets betydelse varierar från plats till plats. Men historiskt sett var jennet en häst från Spanien, väl omtalad bland europeiska riddare. I bland annat amerikanska lexikon kan man slå upp hästen under namnet genet och får du förklaringen till en liten spansk ridhäst. Efter Christopher Columbus upptäckt av Amerika fördes många av de spanska jenneterna till de nya kolonierna i bland annat Sydamerika där de släpptes fria och utvecklades i nya hästraser som t.ex. Criollon från Argentina och Paso Finon från Puerto Rico och Colombia. Även i Nordamerika släpptes spansk jenneter och spanska hästar lösa och utvecklade bland annat den spanska mustangen och appaloosan. Det var denna utavel som gjorde att den ursprungliga spanska jenneten dog ut. 
Med hjälp av föreningen Spanish Jennet Horse Registry har man nu börjat avla upp en kopia av den gamla utdöda Jenneten. Med hjälp av hästraser från både Nord- och Sydamerika som har bevisad genetisk släktskap med Jenneten fick man en grund att börja på. Den starkaste ättlingen visade sig vara Paso Finon som även besitter de extra gångarterna som är ett arv från de gamla spanska hästarna. Även den peruanska pason besitter samma släktskap. 
Den nya Spanska Jennethästen är fortfarande under utveckling och har ännu inte fått status som en hästras, mycket av det är baserat på att den ursprungliga spanska jenneten inte var en hästras med stambok utan snarare en typ av häst som skulle möta folkets efterfrågan. Den nyuppfödda spanska jenneten brukar därför även betecknas med de raser som ingår i korsningen.

## Egenskaper

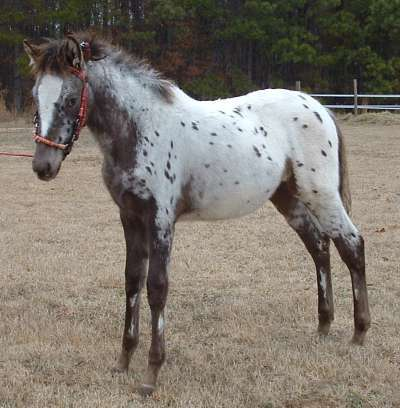
De spanska jennethästarna visar fta de prickiga och fläckiga färger som de ursprungliga Jenneterna var kända för.

Den spanska Jennethästen är framavlad för att efterliknade den utdöda spanska jenneten i utseende, temperament och ridbarhet. De ska främst besitta de extra gångarterna som kallas Paso, som är en naturlig medfödd och snabb gångart och som finns i tre utföranden: 
- Corto eller Llano som är i ett lugnare men vägvinnande, joggande tempo, ungefär som en samlad trav. Den är bekväm för ryttaren att rida och är även bekvämare för hästen än vanlig skritt.
- Largo är det snabbaste tempot och hästen kommer ofta upp i samma fart som en häst som galopperar.
- Flat Walk eller Collected Walk är en uppsamlad variant som går väldigt långsamt men taktmässigt.

I gångarterna ska ryttaren sitta så gott som stilla och ekipaget ska flyta fram. 
Det som är speciellt med gångarterna för de ursprungliga spanska hästarna är den stora rörligheten och styrkan i hästens leder muskler och ligament som gör att ryttaren "flyter" fram även i ett högre tempo i den mest oländiga terräng. Hästarna kan individuellt och konstant ändra takten, steglängden och uträtningsgraden (kan belasta böjda ben) för varje ben beroende på terräng och ryttarens önskemål. Vid halt och slipprigt underlag kan de springa med kraftigt vinklade ben för att sänka tyngdpunkten, och få bättre grepp med hovspetsarna. De har en extraordinär styrka smidighet balans och hållbarhet,- Fotförflyttningen blir som en egen ständigt skiftande gångart och väldigt bekväm.
Den spanska ursprungliga hästen har också kvar som rester av en trampdyna på bakre delen av kotan som kan användas när de klättrar som grepp eller mothåll när de klättrar i branta bergspartier som skulle vara direkt livsfarliga för modernare hästar. I Spanien finns endast några få stuterier som avlar för att behålla de ursprungliga egenskaperna hos den spanska hästen.
Den spanska Jennethästen har även ett system när det gäller sina färger. Alla färger är tillåtna utom gråskimmel. Vitskimmel är däremot helt tillåtet. De hästar som föds gråa får inte registreras eller användas inom aveln på grund av dominansen i den grå färgen. De mest eftertraktade och idealiska färgerna är skäck eller tigrerad. Inom den spanska jennethästaveln kallas skäckhästarna för Pintado och den tigrerade för Atigrado. Atigradohästar ska uppvisa samma kännetecken som andra typiskt tigrerade hästar som exempelvis en vit iris, randiga, ljusa hovar och prickig hud på mulen. 
Uppfödarnas mål är att få fram en häst som även är så lik den gamla spanska jenneten i utseende som möjligt. Hästarna ska vara välproportionerliga och likt den gamla jenneten får de inte ha alltför kraftig muskulatur eller benstruktur. Ryggen ska vara stark och medellång och benen ska vara jämnt musklade. Man och svans ska vara tjock och växer sig gärna långa. Hovarna är små men hårda och tåliga. Den spanska jenneten är mellan 135 och 155 cm i mankhöjd vilket gör att de kan räknas både som ponny (under 148 cm) eller som stor varmblodshäst (över 148 cm). Oftast räknas alla in som större hästar då medelhöjden för en normal häst under medeltiden var relativt mycket kortare än hos dagens hästar. En normal ridhäst var oftast runt 150 cm i mankhöjd. 
Den gamla spanska jenneten var välkänd som en energisk men lätthanterlig ridhäst och det är detta temperament som man avlar på i de nya Jennethästarna.  Detta ska även synas i huvudet som ska ha en typisk "spansk karaktär" med rak eller utåtbuktande nosprofil och en liten mule med rörliga näsborrar. Ögonen ska vara stora med en intelligent och vaken blick. Hästen ska vara lättriden och smidig med en medfödd elegans. 
För att få registreras som en Spansk Jennethäst krävs minst 50 % Paso Fino i rasen. Skäckfärgade hästar måste vara av full Paso Fino-stam. Undantaget är hästar som avlats ut med t.ex. Tigerhäst eller Appaloosa för att få en tigrerad färgteckning. Då måste hästarna ha minst 25 % Paso Fino-blod i sig.